# Aura (The Mission)
Aura è l'ottavo album in studio del gruppo gothic rock inglese The Mission, pubblicato nel 2001.

## Tracce
1. Evangeline – 3:57
2. Shine Like the Stars – 4:35
3. (Slave to) Lust – 5:39
4. Mesmerised – 5:20
5. Lay Your Hands on Me – 5:33
6. Dragonfly – 5:43
7. Happy – 3:05
8. To Die by Your Hand – 1:18
9. Trophy/It Never Rains... – 5:45
10. The Light That Pours from You – 5:28
11. Burlesque – 4:57
12. Cocoon – 7:34
13. In Denial – 9:04